# 小林块腹菌属
小林块腹菌属（学名：Kobayasia）是鬼笔科下的一个属。

## 下属物种
本属包括以下物种：
- 昆明小林块腹菌 Kobayasia kunmingica M.Zang, K.Tao & X.X.Liu
- 小林块腹菌 Kobayasia nipponica (Kobayasi) S.Imai & A.Kawam.，日本小林块腹菌